# Chikkajagalur, Chitradurga
Chikkajagalur là một làng thuộc tehsil Chitradurga, huyện Chitradurga, bang Karnataka, Ấn Độ.